# Iunie 2009
Acest articol este generat integral pe baza informațiilor din articolul 2009 și este actualizat periodic de un robot.
 Editările făcute în articol vor fi șterse la următoarea actualizare! Dacă doriți să faceți modificări, editați articolul-sursă.

ianuarie -
februarie -
martie -
aprilie -
mai -
iunie -
iulie -
august -
septembrie -
octombrie -
noiembrie -
decembrie
Iunie 2009 a fost a șasea lună a anului și a început într-o zi de luni.

## Evenimente

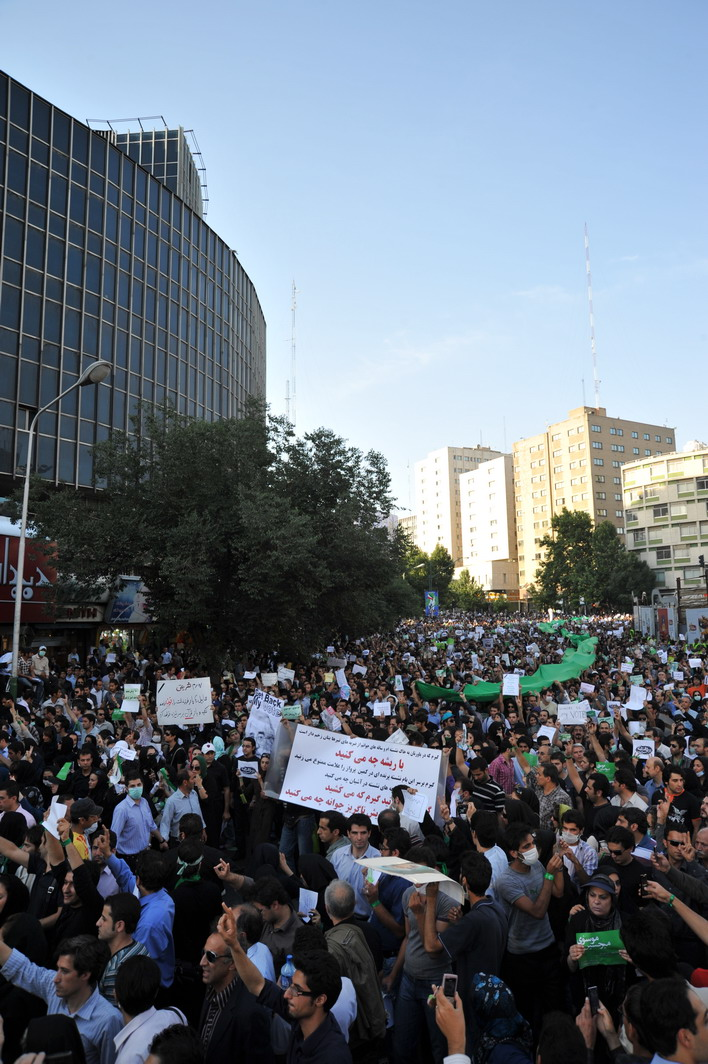
Proteste în Iran după alegerile prezidențiale din 16 iunie

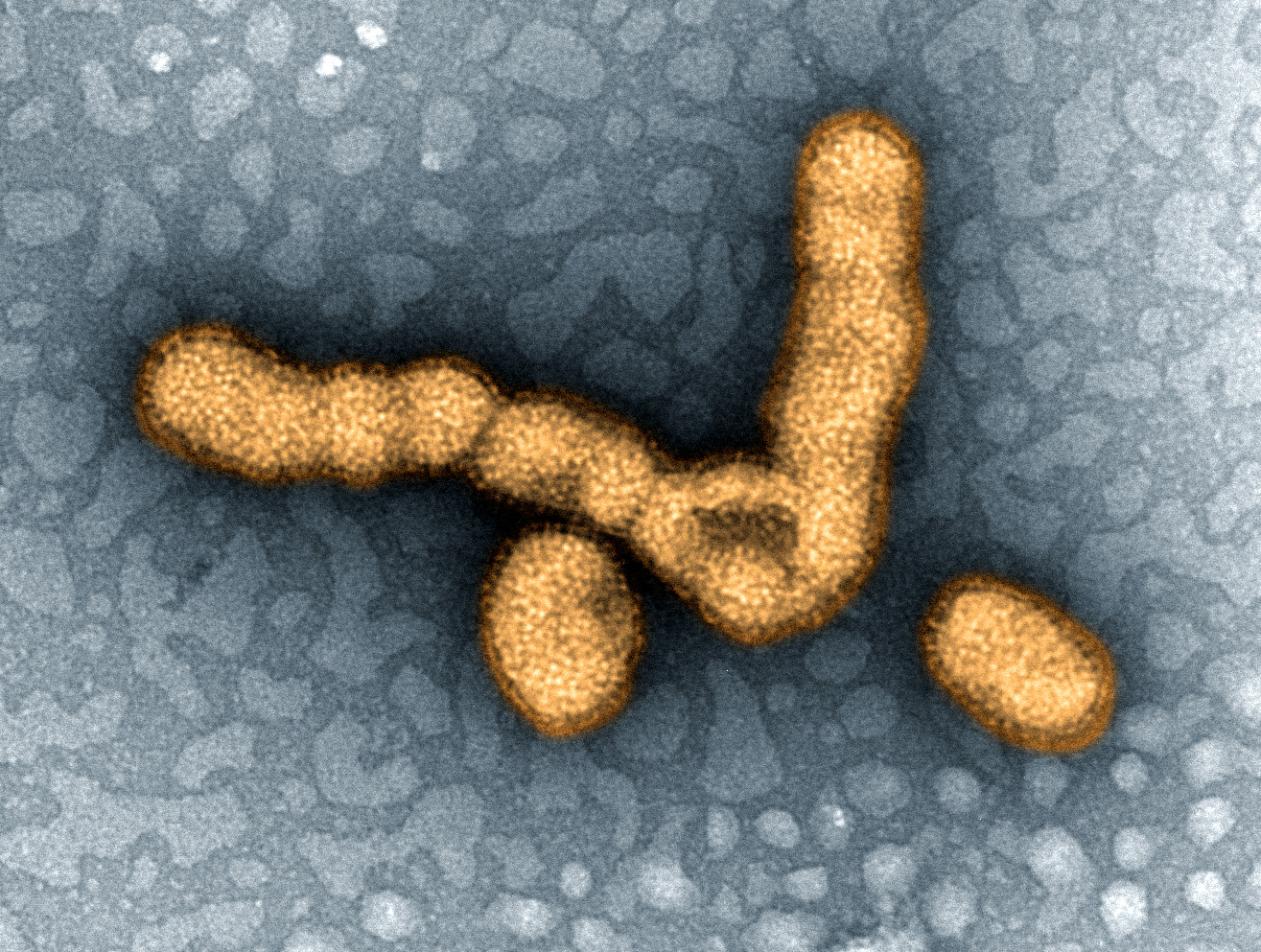
Declanșarea pandemiei de gripă porcină după ce virusul H1N1 a suferit mutații

- 1 iunie: Un Airbus A 330, aparținând companiei Air France, a dispărut deasupra Oceanului Atlantic; au fost 228 de decese, iar cutia neagră a fost găsită după 23 de luni de căutări.
- 3 iunie: A doua tentativă de alegere a președintelui Republicii Moldova de asemenea a eșuat.
- 7 iunie: Alegeri pentru Parlamentul European în România, 2009.
- 7 iunie: Se încheie a 8-a ediție a Festivalului Internațional de Film Transilvania.
- 11 iunie: Tulpina H1N1 suferă mutații, declanșându-se pandemia de „gripă porcină“ la nivel mondial.
- 12 iunie: Mahmoud Ahmadinejad este reales președinte al Iranului. La scurt timp după anunțarea rezultatelor oficiale în capitala Teheran se declanșează proteste.
- 13 iunie: Se încheie a 46-a ediție a Turului Ciclist al României.
- 21 iunie: Intră în vigoare Statutul de autonomie lărgită a Groenlandei prin care Groenlanda preia controlul asupra resurselor sale din subsol și dreptul la autoderminare. Groenlandeza devine limba oficială.[1]
- 25 iunie: Moare, Michael Jackson, supranumit Regele muzicii pop, stârnind numeroase controverse.

## Decese
- 1 iunie: Agnesa Roșca, 79 ani, poetă, eseistă, publicistă și traducătoare din Republica Moldova (n. 1929)
- 2 iunie: Andrei Vartic, 60 ani, fizician, scriitor, publicist și actor din R. Moldova (n. 1948)
- 2 iunie: Auguste Baillayre, pictor francez (n. 1958)
- 3 iunie: David Carradine (n. John Arthur Carradine), 72 ani, actor american (n. 1936)
- 7 iunie: Danielle Darras, 65 ani, politiciană franceză (n. 1943)
- 7 iunie: Hugh Collin Hopper, 64 ani, basist britanic (Soft Machine), (n. 1945)
- 9 iunie: Karl-Michael Vogler, 80 ani, actor german (n. 1928)
- 10 iunie: Ioan Nemeș, biolog român (n. 1924)
- 15 iunie: Sohrab Aarabi, 19 ani, student iranian (n. 1990)
- 15 iunie: Mircea N. Sabău, 74 ani, fizician și profesor român (n. 1934)
- 16 iunie: Gheorghe Pârnuță, 94 ani, profesor universitar, istoric al invățământului și scriitor român (n. 1915)
- 17 iunie: Ralf Gustav Dahrendorf (Wieland Europa), 80 ani, sociolog și politician britanic de etnie germană (n. 1929)
- 18 iunie: Carlos Candal, 71 ani, politician portughez (n. 1938)
- 18 iunie: Mihai Mocanu, 67 ani, fotbalist și antrenor român (n. 1942)
- 19 iunie: Nicolae Neagu, 77 ani, medic și poet român (n. 1931)
- 23 iunie: Paneth Farkas, 92 ani, jucător român de tenis, de etnie maghiară (n. 1917)
- 23 iunie: Farkas Paneth, jucător de tenis de masă român (n. 1917)
- 24 iunie: Matei Călinescu, 75 ani, critic și teoretician literar român (n. 1934)
- 24 iunie: Octavian Iliescu, 89 ani, avocat și numismat român (n. 1919)
- 24 iunie: Olja Ivanjicki, 78 ani, artistă plastică și poetă sârbă (n. 1931)
- 24 iunie: Dumitru Surdu, 62 ani, politician român (n. 1947)
- 25 iunie: Farrah Fawcett (n. Mary Farrah Leni Fawcett), 62 ani, actriță americană (n. 1947)
- 25 iunie: Michael Jackson (Michael Joseph Jackson), 50 ani, interpret și compozitor american de muzică pop supranumit „regele muzicii pop”, (n. 1958)
- 25 iunie: Irina Parpulova, 77 ani, jucătoare de dame sovietică și din R. Moldova (n. 1931)
- 26 iunie: Ștefan Fay (n. Ștefan Vasile Andrei), 89 ani, scriitor și genealogist francez, născut în România (n. 1919)
- 28 iunie: Billy Mays (n. William Darrell Mays, jr.), 50 ani, prezentator TV, american (n. 1958)
- 28 iunie: Petru Poiată, 47 ani, deputat în primul parlament al Republicii Moldova (n. 1962)
- 29 iunie: Magdalena Boiangiu, 70 ani, critic de teatru, jurnalist român (n. 1939)
- 29 iunie: Mihai Iacob, regizor român (născut în 1933 la Orăștie) (n. 1933)
- 30 iunie: Pina Bausch, 68 ani, balerină și coregrafă germană (n. 1940)